# National Football League
La National Football League, identificata anche dall'acronimo NFL, è la più grande lega professionistica al mondo di football americano, composta da 32 franchigie di 30 città degli Stati Uniti. Nelle due maggiori metropoli statunitensi hanno infatti sede due franchigie: a New York i Giants e i Jets, a Los Angeles i Rams e i Chargers.
Nel 2012 fu il torneo sportivo per club professionistici con la più alta affluenza media di pubblico per gara: 67 591 spettatori a partita a fronte dei 45 116 della Fußball-Bundesliga, campionato tedesco di calcio e i 34 602 di quello inglese, la Premier League.
La NFL fu istituita nel 1920 come American Professional Football Association e due anni più tardi adottò il nome col quale è conosciuta. La sua estensione geografica, così come lo stile di gioco, le regole, la copertura da parte dei media, la struttura dei play-off e della finale, risalgono alla fusione con la Lega rivale, l'American Football League, che ebbe luogo nel 1970. La composizione della NFL, con la suddivisione in otto division raggruppate in due conference (American Football Conference o AFC e National Football Conference o NFC), fu adottata nel 2002 a seguito di una riorganizzazione della precedente struttura.
Storicamente il campionato iniziava la stagione nel fine settimana del Labor Day e terminava in corrispondenza del Natale ma a causa della diminuzione degli ascolti televisivi nel Labor Day, fu deciso lo slittamento al fine settimana successivo dell'avvio della competizione.
Alla fine di ogni stagione i vincitori dei playoff dell'AFC e della NFC si incontrano nella finale del campionato, il Super Bowl, che si disputa in sede itinerante e neutra per entrambe le squadre. Nella settimana precedente al Super Bowl i migliori giocatori delle due conference disputano il Pro Bowl, che dal 2017 viene giocato al Citrus Bowl di Orlando, in Florida. Eccezionalmente, nella stagione 2009 il Pro Bowl fu disputato nello stesso stadio del Super Bowl XLIV, il Sun Life Stadium di Miami.
La squadra campione dell'NFL si aggiudica il trofeo “Vince Lombardi”, intitolato alla memoria dell'omonimo allenatore che negli anni sessanta guidò i Green Bay Packers alla conquista di due Super Bowl consecutivi.
Il campionato NFL, e la sua finale in particolare, rappresentano una delle icone culturali nordamericane e in particolare degli Stati Uniti, tanto è vero che esso è divenuto uno dei simboli dell'americanità;. In tal senso, a sottolineare l'importanza del football americano nella cultura di tale Paese, spicca una nota frase dell'ex presidente degli Stati Uniti “Ike” Eisenhower che disse «Un ateo è colui che guarda Notre Dame - SMU [due noti club universitari di football] e non gli importa chi vincerà».
In ragione dell'altissima audience televisiva del Super Bowl (quella del 2013 ebbe un picco di 123.7 milioni di telespettatori), l'evento è molto ambito dagli inserzionisti commerciali, che arrivano a pagare, nell'asta di assegnazione degli spazi destinati alla pubblicità prima, durante e dopo l'incontro, cifre anche dell'ordine di quattro milioni di dollari per trenta secondi di spot (equivalenti a circa 133 000 dollari al secondo). Nell'edizione del 2024, uno spot da 30" è arrivato a costare 7 milioni di dollari.

## Storia
Dalla sua fondazione (nel 1920) fino alla stagione 1932, la NFL (data anche la relativa esiguità del numero di squadre) non prevedeva nessuna suddivisione al suo interno. Il calendario non era ben definito e il numero di partite giocate variava anche di molto da una squadra all'altra. Il titolo veniva assegnato alla squadra con la miglior percentuale di vittorie rispetto alla somma delle partite vinte e perse, quelle pareggiate non contavano. A partire dalla stagione 1933 venne istituita una suddivisione in due division (Eastern Division e Western Division). Nel 1950, a seguito della fusione con la All-America Football Conference, le due division vennero denominate come National Conference e American Conference e nel 1953 mutarono di nuovo nome in Eastern Conference e Western Conference.
Dal 1933 al 1966 il titolo venne assegnato con una partita disputata tra le vincitrici delle rispettive Division o Conference. Nel 1966 venne istituito il Super Bowl disputato tra la vincitrice della NFL e la vincitrice della AFL e che da allora assegna il titolo assoluto.
Nel 1967 venne istituita l'ulteriore suddivisione delle Conference in Division e precisamente: la Eastern Conference venne suddivisa in Capitol Division e Century Division, mentre la Western Conference venne suddivisa in Coastal Division e Central Division.
Nel 1970 vi fu fusione della NFL con l'allora rivale American Football League (AFL), le cui dieci squadre diedero origine alla American Football Conference (AFC) insieme ad altre 3 provenienti dalla NFL. Le rimanenti squadre della NFL vennero inserite nella National Football Conference (NFC). Queste due neonate conference sostituirono le precedenti e vennero suddivise ognuna in tre division: East, Central e West.
Nel 2002 venne effettuata un'ulteriore riorganizzazione che portò a 32 il numero di squadre suddivise nelle due conference AFC e NFC.

## Squadre
All'interno di ogni conference le squadre partecipanti sono suddivise su base geografica in quattro division di quattro squadre ciascuna.
| Divisione                    | Squadra               | Città                        | Stadio                          | Capienza | Fondazione | Ingresso in NFL | Allenatore           |
| American Football Conference |                       |                              |                                 |          |            |                 |                      |
| AFC North                    | Baltimore Ravens      | Baltimora, Maryland          | M&T Bank Stadium                | 71.008   | 1996       | 1996            | John Harbaugh        |
| AFC North                    | Cincinnati Bengals    | Cincinnati, Ohio             | Paycor Stadium                  | 65.535   | 1968       | 1970            | Zac Taylor           |
| AFC North                    | Cleveland Browns      | Cleveland, Ohio              | Huntington Bank Field           | 73.200   | 1946       | 1950            | Kevin Stefanski      |
| AFC North                    | Pittsburgh Steelers   | Pittsburgh, Pennsylvania     | Acrisure Stadium                | 65.050   | 1933       | 1933            | Mike Tomlin          |
| AFC East                     | Buffalo Bills         | Buffalo, New York            | Highmark Stadium                | 71.608   | 1960       | 1970            | Sean McDermott       |
| AFC East                     | Miami Dolphins        | Miami, Florida               | Hard Rock Stadium               | 64.767   | 1966       | 1970            | Mike McDaniel        |
| AFC East                     | New England Patriots  | Boston, Massachusetts        | Gillette Stadium                | 68.756   | 1960       | 1970            | Mike Vrabel          |
| AFC East                     | New York Jets         | New York, New York           | MetLife Stadium                 | 82.566   | 1960       | 1970            | Aaron Glenn          |
| AFC South                    | Houston Texans        | Houston, Texas               | NRG Stadium                     | 71.054   | 2002       | 2002            | DeMeco Ryans         |
| AFC South                    | Indianapolis Colts    | Indianapolis, Indiana        | Lucas Oil Stadium               | 67.000   | 1953       | 1953            | Shane Steichen       |
| AFC South                    | Jacksonville Jaguars  | Jacksonville, Florida        | EverBank Stadium                | 67.814   | 1995       | 1995            | Liam Coen            |
| AFC South                    | Tennessee Titans      | Nashville, Tennessee         | Nissan Stadium                  | 69.143   | 1960       | 1970            | Brian Callahan       |
| AFC West                     | Denver Broncos        | Denver, Colorado             | Empower Field at Mile High      | 76.125   | 1960       | 1970            | Sean Payton          |
| AFC West                     | Kansas City Chiefs    | Kansas City, Missouri        | GEHA Field at Arrowhead Stadium | 76.416   | 1960       | 1970            | Andy Reid            |
| AFC West                     | Las Vegas Raiders     | Las Vegas, Nevada            | Allegiant Stadium               | 65.000   | 1960       | 1970            | Pete Carroll         |
| AFC West                     | Los Angeles Chargers  | Los Angeles, California      | SoFi Stadium                    | 70.240   | 1960       | 1970            | Jim Harbaugh         |
| National Football Conference |                       |                              |                                 |          |            |                 |                      |
| NFC North                    | Chicago Bears         | Chicago, Illinois            | Soldier Field                   | 61.500   | 1920       | 1922            | Ben Johnson          |
| NFC North                    | Detroit Lions         | Detroit, Michigan            | Ford Field                      | 65.000   | 1930       | 1930            | Dan Campbell         |
| NFC North                    | Green Bay Packers     | Green Bay, Wisconsin         | Lambeau Field                   | 81.441   | 1919       | 1922            | Matt LaFleur         |
| NFC North                    | Minnesota Vikings     | Minneapolis, Minnesota       | U.S. Bank Stadium               | 66.655   | 1961       | 1961            | Kevin O'Connell      |
| NFC East                     | Dallas Cowboys        | Dallas, Texas                | AT&T Stadium                    | 80.000   | 1960       | 1960            | Brian Schottenheimer |
| NFC East                     | New York Giants       | New York, New York           | MetLife Stadium                 | 82.566   | 1925       | 1925            | Brian Daboll         |
| NFC East                     | Philadelphia Eagles   | Filadelfia, Pennsylvania     | Lincoln Financial Field         | 69.796   | 1933       | 1933            | Nick Sirianni        |
| NFC East                     | Washington Commanders | Washington                   | Northwest Stadium               | 82.000   | 1932       | 1932            | Dan Quinn            |
| NFC South                    | Atlanta Falcons       | Atlanta, Georgia             | Mercedes-Benz Stadium           | 71.000   | 1966       | 1966            | Raheem Morris        |
| NFC South                    | Carolina Panthers     | Charlotte, Carolina del Nord | Bank of America Stadium         | 73.778   | 1995       | 1995            | Dave Canales         |
| NFC South                    | New Orleans Saints    | New Orleans, Louisiana       | Caesars Superdome               | 73.208   | 1967       | 1967            | Kellen Moore         |
| NFC South                    | Tampa Bay Buccaneers  | Tampa, Florida               | Raymond James Stadium           | 65.890   | 1976       | 1976            | Todd Bowles          |
| NFC West                     | Arizona Cardinals     | Phoenix, Arizona             | State Farm Stadium              | 63.400   | 1920       | 1922            | Jonathan Gannon      |
| NFC West                     | Los Angeles Rams      | Los Angeles, California      | SoFi Stadium                    | 70.240   | 1936       | 1937            | Sean McVay           |
| NFC West                     | San Francisco 49ers   | San Francisco, California    | Levi's Stadium                  | 68.500   | 1946       | 1950            | Kyle Shanahan        |
| NFC West                     | Seattle Seahawks      | Seattle, Washington          | Lumen Field                     | 67.000   | 1976       | 1976            | Mike Macdonald       |

## Albo d'oro del Super Bowl
| Vittorie | Squadra               | Sconfitte | Presenze |
| -------- | --------------------- | --------- | -------- |
| 6        | New England Patriots  | 5         | 11       |
| 6        | Pittsburgh Steelers   | 2         | 8        |
| 5        | Dallas Cowboys        | 3         | 8        |
| 5        | San Francisco 49ers   | 3         | 8        |
| 4        | Kansas City Chiefs    | 3         | 7        |
| 4        | Green Bay Packers     | 1         | 5        |
| 4        | New York Giants       | 1         | 5        |
| 3        | Denver Broncos        | 5         | 8        |
| 3        | Las Vegas Raiders     | 2         | 5        |
| 3        | Washington Commanders | 2         | 5        |
| 2        | Miami Dolphins        | 3         | 5        |
| 2        | Los Angeles Rams      | 3         | 5        |
| 2        | Philadelphia Eagles   | 3         | 5        |
| 2        | Indianapolis Colts    | 2         | 4        |
| 2        | Baltimore Ravens      | 0         | 2        |
| 2        | Tampa Bay Buccaneers  | 0         | 2        |
| 1        | Seattle Seahawks      | 2         | 3        |
| 1        | Chicago Bears         | 1         | 2        |
| 1        | New Orleans Saints    | 0         | 1        |
| 1        | New York Jets         | 0         | 1        |
| 0        | Buffalo Bills         | 4         | 4        |
| 0        | Minnesota Vikings     | 4         | 4        |
| 0        | Cincinnati Bengals    | 3         | 3        |
| 0        | Atlanta Falcons       | 2         | 2        |
| 0        | Carolina Panthers     | 2         | 2        |
| 0        | Arizona Cardinals     | 1         | 1        |
| 0        | Los Angeles Chargers  | 1         | 1        |
| 0        | Tennessee Titans      | 1         | 1        |

Quattro squadre non sono riuscite ad arrivare al Super Bowl: per l'AFC i Cleveland Browns, i Jacksonville Jaguars e gli Houston Texans; per la NFC i Detroit Lions.

### Vittorie per conference
| Vittorie | Conference                   | Sconfitte | Presenze |
| -------- | ---------------------------- | --------- | -------- |
| 30       | National Football Conference | 29        | 59       |
| 29       | American Football Conference | 30        | 59       |

### Squadre per numero di campionati
La tabella seguente mostra le squadre della NFL ordinate per numero di campionati disputati nella lega.
|     | Squadra               | Partecipazioni alla NFL           |
| --- | --------------------- | --------------------------------- |
| 102 | Arizona Cardinals     | dal 1920                          |
| 102 | Chicago Bears         | dal 1920                          |
| 101 | Green Bay Packers     | dal 1921                          |
| 97  | New York Giants       | dal 1925                          |
| 92  | Detroit Lions         | dal 1930                          |
| 90  | Washington Commanders | dal 1932                          |
| 89  | Philadelphia Eagles   | dal 1933                          |
| 89  | Pittsburgh Steelers   | dal 1933                          |
| 86  | Los Angeles Rams      | dal 1937                          |
| 72  | San Francisco 49ers   | dal 1950                          |
| 69  | Cleveland Browns      | dal 1950 al 1995, dal 1999 in poi |
| 69  | Indianapolis Colts    | dal 1953                          |
| 62  | Dallas Cowboys        | dal 1960                          |
| 61  | Minnesota Vikings     | dal 1961                          |
| 56  | Atlanta Falcons       | dal 1966                          |
| 55  | New Orleans Saints    | dal 1967                          |
| 52  | Buffalo Bills         | dal 1970                          |
| 52  | Cincinnati Bengals    | dal 1970                          |
| 52  | Denver Broncos        | dal 1970                          |
| 52  | Kansas City Chiefs    | dal 1970                          |
| 52  | Miami Dolphins        | dal 1970                          |
| 52  | New England Patriots  | dal 1970                          |
| 52  | New York Jets         | dal 1970                          |
| 52  | Las Vegas Raiders     | dal 1970                          |
| 52  | Los Angeles Chargers  | dal 1970                          |
| 52  | Tennessee Titans      | dal 1970                          |
| 46  | Seattle Seahawks      | dal 1976                          |
| 46  | Tampa Bay Buccaneers  | dal 1976                          |
| 27  | Carolina Panthers     | dal 1995                          |
| 27  | Jacksonville Jaguars  | dal 1995                          |
| 26  | Baltimore Ravens      | dal 1996                          |
| 20  | Houston Texans        | dal 2002                          |

### Squadre per numero di campionati vinti
La tabella seguente mostra le squadre della NFL ordinate per numero di campionati vinti nella lega.
|    | Squadra               | Anni                                                                         |
| -- | --------------------- | ---------------------------------------------------------------------------- |
| 13 | Green Bay Packers     | 1929, 1930, 1931, 1936, 1939, 1944, 1961, 1962, 1965, 1966, 1967, 1996, 2010 |
| 9  | Chicago Bears         | 1921, 1932, 1933, 1940, 1941, 1943, 1946, 1963, 1985                         |
| 8  | New York Giants       | 1927, 1934, 1938, 1956, 1986, 1990, 2007, 2011                               |
| 6  | New England Patriots  | 2001, 2003, 2004, 2014, 2016, 2018                                           |
| 6  | Pittsburgh Steelers   | 1974, 1975, 1978, 1979, 2005, 2008                                           |
| 5  | Dallas Cowboys        | 1971, 1977, 1992, 1993, 1995                                                 |
| 5  | Indianapolis Colts    | 1958, 1959, 1968, 1970, 2006                                                 |
| 5  | San Francisco 49ers   | 1981, 1984, 1988, 1989, 1994                                                 |
| 5  | Washington Commanders | 1937, 1942, 1982, 1987, 1991                                                 |
| 5  | Philadelphia Eagles   | 1948, 1949, 1960, 2017, 2024                                                 |
| 4  | Cleveland Browns      | 1950, 1954, 1955, 1964                                                       |
| 4  | Detroit Lions         | 1935, 1952, 1953, 1957                                                       |
| 4  | Los Angeles Rams      | 1945, 1951, 1999, 2021                                                       |
| 4  | Kansas City Chiefs    | 1969, 2019, 2022, 2023                                                       |
| 3  | Oakland Raiders       | 1976, 1980, 1983                                                             |
| 3  | Denver Broncos        | 1997, 1998, 2015                                                             |
| 2  | Tampa Bay Buccaneers  | 2002, 2020                                                                   |
| 2  | Arizona Cardinals     | 1925, 1947                                                                   |
| 2  | Miami Dolphins        | 1972, 1973                                                                   |
| 2  | Baltimore Ravens      | 2000, 2012                                                                   |
| 1  | New York Jets         | 1968                                                                         |
| 1  | Minnesota Vikings     | 1969                                                                         |
| 1  | New Orleans Saints    | 2009                                                                         |
| 1  | Seattle Seahawks      | 2013                                                                         |

La tabella seguente mostra le squadre della NFL provenienti dalla AFL ordinate per numero di campionati vinti in quella lega prima della fusione con la NFL.
|   | Squadra            | Anni             |
| - | ------------------ | ---------------- |
| 3 | Kansas City Chiefs | 1962, 1966, 1969 |
| 2 | Buffalo Bills      | 1964, 1965       |
| 2 | Tennessee Titans   | 1960, 1961       |
| 1 | San Diego Chargers | 1963             |
| 1 | Oakland Raiders    | 1967             |
| 1 | New York Jets      | 1968             |

### Albo d'oro della NFL
- 1920 Akron Pros
- 1921 Chicago Staleys
- 1922 Canton Bulldogs
- 1923 Canton Bulldogs
- 1924 Cleveland Bulldogs
- 1925 Chicago Cardinals
- 1926 Frankford Yellow Jackets
- 1927 New York Giants
- 1928 Providence Steam Roller
- 1929 Green Bay Packers
- 1930 Green Bay Packers
- 1931 Green Bay Packers
- 1932 Chicago Bears
- 1933 Chicago Bears
- 1934 New York Giants
- 1935 Detroit Lions
- 1936 Green Bay Packers
- 1937 Washington Redskins
- 1938 New York Giants
- 1939 Green Bay Packers
- 1940 Chicago Bears
- 1941 Chicago Bears
- 1942 Washington Redskins
- 1943 Chicago Bears
- 1944 Green Bay Packers
- 1945 Cleveland Rams
- 1946 Chicago Bears
- 1947 Chicago Cardinals
- 1948 Philadelphia Eagles
- 1949 Philadelphia Eagles
- 1950 Cleveland Browns
- 1951 Los Angeles Rams
- 1952 Detroit Lions
- 1953 Detroit Lions
- 1954 Cleveland Browns
- 1955 Cleveland Browns
- 1956 New York Giants
- 1957 Detroit Lions
- 1958 Baltimore Colts
- 1959 Baltimore Colts
- 1960 Philadelphia Eagles
- 1961 Green Bay Packers
- 1962 Green Bay Packers
- 1963 Chicago Bears
- 1964 Cleveland Browns
- 1965 Green Bay Packers
- 1966 Green Bay Packers (poi vincitori al Super Bowl I sui Kansas City Chiefs)
- 1967 Green Bay Packers (poi vincitori al Super Bowl II sugli Oakland Raiders)
- 1968 Baltimore Colts (poi sconfitti al Super Bowl III dai New York Jets)
- 1969 Minnesota Vikings (poi sconfitti al Super Bowl IV dai Kansas City Chiefs)
- 1970 Baltimore Colts[17]
- 1971 Dallas Cowboys
- 1972 Miami Dolphins
- 1973 Miami Dolphins
- 1974 Pittsburgh Steelers
- 1975 Pittsburgh Steelers
- 1976 Oakland Raiders
- 1977 Dallas Cowboys
- 1978 Pittsburgh Steelers
- 1979 Pittsburgh Steelers
- 1980 Oakland Raiders
- 1981 San Francisco 49ers
- 1982 Washington Redskins
- 1983 Los Angeles Raiders
- 1984 San Francisco 49ers
- 1985 Chicago Bears
- 1986 New York Giants
- 1987 Washington Redskins
- 1988 San Francisco 49ers
- 1989 San Francisco 49ers
- 1990 New York Giants
- 1991 Washington Redskins
- 1992 Dallas Cowboys
- 1993 Dallas Cowboys
- 1994 San Francisco 49ers
- 1995 Dallas Cowboys
- 1996 Green Bay Packers
- 1997 Denver Broncos
- 1998 Denver Broncos
- 1999 Saint Louis Rams
- 2000 Baltimore Ravens
- 2001 New England Patriots
- 2002 Tampa Bay Buccaneers
- 2003 New England Patriots
- 2004 New England Patriots
- 2005 Pittsburgh Steelers
- 2006 Indianapolis Colts
- 2007 New York Giants
- 2008 Pittsburgh Steelers
- 2009 New Orleans Saints
- 2010 Green Bay Packers
- 2011 New York Giants
- 2012 Baltimore Ravens
- 2013 Seattle Seahawks
- 2014 New England Patriots
- 2015 Denver Broncos
- 2016 New England Patriots
- 2017 Philadelphia Eagles
- 2018 New England Patriots
- 2019 Kansas City Chiefs
- 2020 Tampa Bay Buccaneers
- 2021 Los Angeles Rams
- 2022 Kansas City Chiefs
- 2023 Kansas City Chiefs
- 2024 Philadelphia Eagles

## Stagione regolare
Il calendario ha avuto modalità diverse nel tempo. Fino al 1934 le squadre non disputavano tutte lo stesso numero di partite e il titolo veniva assegnato alla squadra che aveva il miglior rapporto tra vittorie e sconfitte, i pareggi non venivano tenuti in considerazione. Nel 1932 il titolo venne assegnato tramite uno spareggio tra due squadre giunte ex aequo al termine della stagione. Nel 1935 la stagione regolare venne stabilita in 12 partite per ciascuna squadra, poi dal 1937 al 1942 11 partite, dal 1943 al 1945 10 partite, nel 1946 11 partite, dal 1947 al 1960 12 partite, dal 1961 al 1977 14 partite, dal 1977 al 1989 16 partite. La AFL prevedeva 14 partite sin dalla sua fondazione nel 1960.
Nel 1990, il numero di giornate salì a 17, da disputarsi ogni domenica (più un anticipo il giovedì, detto Thursday Night, e un posticipo il lunedì, detto monday night), con sedici partite previste per ciascuna squadra (più un turno di riposo). Dal 2021 è stato aggiunto un ulteriore incontro, portando il totale delle giornate a 18, che sono così ripartite (seguendo il modello adottato dopo la riorganizzazione del 2002, in cui la NFL si è data l'attuale struttura):
- 6 (3 di andata e 3 di ritorno) contro tutte le altre squadre della propria division.
- 4 (2 in casa e 2 fuori) contro ognuna delle quattro squadre di un'altra division della stessa conference, scelta a rotazione ogni anno (la rotazione è quindi di tre anni). Questi incontri sono detti di Intraconference.
- 4 (2 in casa e 2 fuori) contro ognuna delle quattro squadre di una division dell'altra conference, scelta a rotazione ogni anno (in questo caso la rotazione è di 4 anni). Questi incontri sono detti di Interconference.
- 2 (1 in casa e 1 fuori) contro le squadre della stessa conference (escluse quelle della propria division e di quella in rotazione) che condividono lo stesso piazzamento di division della stagione precedente.
- 1 contro la squadra di una division dell'altra conference, scelta a rotazione ogni anno (la rotazione è di 4 anni) che condivide lo stesso piazzamento di division della stagione precedente.

Per esempio: i Rams, vincitori della stagione 2021, hanno affrontato:
- Cardinals, 49ers e Seahawks, in quanto facenti parti della stessa division (NFC West) e quindi in formato andata-ritorno;
- Bears, Lions, Packers e Vikings, facenti parte di un'altra division della stessa conference (NFC North);
- Colts, Jaguars, Texans e Titans, facenti parte di una division dell'altra conference (AFC South);
- Buccaneers e Giants, perché con essi condividevano lo stesso piazzamento del 2020 (seconde nelle loro division, non in rotazione);
- Ravens, perché con essi condividevano lo stesso piazzamento del 2020 (secondi in una division dell'altra conference).

Questo calendario garantisce che ogni squadra incontri tutte le altre almeno una volta ogni quattro anni e giochi in tutti gli stadi della NFL almeno una volta ogni otto anni. Il calendario garantisce inoltre che, indipendentemente dal piazzamento ottenuto nella division nell'anno precedente, ogni squadra incontri quattro squadre che l'anno precedente hanno vinto le rispettive division, quattro che si sono piazzate al secondo posto, quattro al terzo e quattro all'ultimo, garantendo così l'uniformità degli incontri.
Secondo le rotazioni in atto, iniziate appunto dal 2002, gli incroci di Intraconference sono i seguenti:
| 2002, 2005, 2008, 2011, 2014, 2017, 2020, 2023...                                                               | 2003, 2006, 2009, 2012, 2015, 2018, 2021, 2024...                                                               | 2004, 2007, 2010, 2013, 2016, 2019, 2022, 2025...                                                               |
| --- | --- | --- |
| - AFC East contro AFC West - AFC North contro AFC South - NFC East contro NFC West - NFC North contro NFC South | - AFC East contro AFC South - AFC North contro AFC West - NFC East contro NFC South - NFC North contro NFC West | - AFC East contro AFC North - AFC West contro AFC South - NFC East contro NFC North - NFC West contro NFC South |

gli incroci di Interconference sono i seguenti:
| 2002, 2006, 2010, 2014, 2018, 2022, 2026...                                                                     | 2003, 2007, 2011, 2015, 2019, 2023...                                                                           | 2004, 2008, 2012, 2016, 2020, 2024...                                                                           | 2005, 2009, 2013, 2017, 2021, 2025...                                                                           |
| --- | --- | --- | --- |
| - AFC East contro NFC North - AFC North contro NFC South - AFC South contro NFC East - AFC West contro NFC West | - AFC East contro NFC East - AFC North contro NFC West - AFC South contro NFC South - AFC West contro NFC North | - AFC East contro NFC West - AFC North contro NFC East - AFC South contro NFC North - AFC West contro NFC South | - AFC East contro NFC South - AFC North contro NFC North - AFC South contro NFC West - AFC West contro NFC East |

gli incroci di Interconference supplementari (con rotazione in atto dal 2021) sono i seguenti:
| 2021... | 2022... | 2023... | 2024                                                                                                |
| --- | --- | --- | --------------------------------------------------------------------------------------------------- |
| - NFC East contro AFC East - NFC North contro AFC West - NFC South contro AFC South - NFC West contro AFC North | - AFC East contro NFC West - AFC North contro NFC East - AFC South contro NFC North - AFC West contro NFC South | - NFC East contro AFC West - NFC North contro AFC North - NFC South contro AFC East - NFC West contro AFC South | - AFC East vs. NFC North - AFC North vs. NFC South - AFC South vs. NFC East - AFC West vs. NFC West |

## Playoff
Alla conclusione delle giornate della stagione regolare si qualificano alle eliminatorie chiamate play-off, che culminano nella finale per il campionato, il Super Bowl, sette squadre per ogni conference, decise secondo i criteri che seguono:
- le quattro squadre vincitrici della rispettiva division, che vengono classificate da prima a quarta in base ai risultati ottenuti nella stagione regolare (vittorie-pareggi-sconfitte), accedono di diritto ai playoff;
- le tre squadre coi risultati migliori tra quelle non vincitrici di division, dette Wild Card, che vengono classificate quinta, sesta e settima di conference, ottengono anch'esse la qualificazione.

La quinta, la sesta e la settima squadra affrontano rispettivamente la quarta, la terza e la seconda giocando nel primo turno dei playoff, chiamato Wild Card Round. La prima di ogni conference non partecipa a questo turno, essendosi guadagnata l'accesso automatico a quello successivo, detto Divisional Playoff; qui si scontrano con le vincenti del Wild Card Round, con la prima classificata in regular season ad affrontare la qualificata col record peggiore (ad esempio se si qualificano la settima, la quinta e la terza, la settima affronterà la prima, mentre la quinta affronterà la terza).
Le due squadre che vincono i Divisional si incontrano nella finale di conference, detta Championship; i vincitori delle due finali di conference disputano il Super Bowl. In ogni incontro la squadra con la migliore classifica in regular season gioca in casa, a eccezione del Super Bowl che si svolge in campo neutro, in uno stadio stabilito dalla lega.

## Selezione
La maggior parte dei giocatori di football americano a livello universitario (college football) vogliono giocare in NFL. Esiste un processo di selezione formale e altamente organizzato chiamato draft NFL (composto di sette fasi) che si svolge in aprile, nell'arco di due giorni, cui partecipano tutte le squadre dell'NFL. La squadra coi risultati peggiori dell'ultima stagione ha la prima scelta, ovvero sceglie uno tra tutti i giocatori statunitensi a livello universitario che sono candidabili per il "draft". L'idea è che le squadre più deboli possano rafforzarsi col tempo, nei ruoli in cui hanno più bisogno; la scelta prosegue, dalla squadra più debole alla più forte, e una volta che tutte hanno scelto un giocatore, si ricomincia dalla prima (ovvero l'ultima del campionato).
Comunque, le scelte vengono spesso trattate in anticipo, in cambio di giocatori o di altre scelte. Ad esempio, prima del "draft", la squadra A potrebbe scambiare la sua prima scelta e un certo giocatore (che già gioca per la squadra A) con la squadra B, in cambio di un altro particolare giocatore che già gioca per la squadra B.
Non sempre un giocatore appena preso dal college diventa titolare in un dato ruolo. Comunque, tipicamente questi giocatori iniziano come primi o secondi rincalzi, giocando solo se il titolare è infortunato o se l'allenatore decide di fargli fare un po' di esperienza in momenti in cui il risultato della partita è ormai segnato, o per evitare rischi di infortunio del titolare in partite che non hanno influenza sul risultato della squadra.

## Sistema di numerazione
Nella NFL i numeri di maglia sono legati alla posizione in campo dei giocatori. Il sistema in vigore venne varato nel 1973 e da quella stagione i giocatori furono obbligati a seguirlo con l'eccezione di coloro i quali avevano militato già l'anno precedente nella lega. Il sistema subì varie modifiche nel corso degli anni e prevede le seguenti regole:
- quarterback: da 0 a 19
- wide receiver, running back e tight end: da 0 a 49 e da 80 a 89
- offensive lineman: da 50 a 79
- defensive lineman: da 50 a 79 e da 90 a 99
- linebacker: da 0 a 59 e da 90 a 99
- defensive back: da 0 a 49
- kicker e punter: da 0 a 49 e da 90 a 99

Fino al 2004 i wide receiver potevano usare solo i numeri da 80 a 89, la regola venne modificata visto il crescente numero di ricevitori e tight end nelle squadre moderne. Queste regole possono essere derogate eccezionalmente in casi particolari su richiesta specifica alla lega di un singolo giocatore. Dal 2023 fu reintrodotto l'uso del numero 0.
Per aiutare gli arbitri nella rilevazione dei falli quali "formazione illegale" o "ricevitore ineleggibile", i giocatori dell'attacco che possono schierarsi dietro la linea e trattare la palla sono (nelle situazioni normali) quelli che indossano i numeri da 1 a 49 e da 80 a 89. In ogni caso un giocatore che indossi un altro numero di maglia può diventare eleggibile qualora informi preventivamente gli arbitri prima dell'inizio dell'azione.
Il sistema di numerazione si basa comunque sulla posizione iniziale di un giocatore, non è vietato assumere una posizione in campo diversa da quella indicata dal proprio numero, fermo restando la regola precedente sui ricevitori eleggibili. Tipicamente si possono vedere running back schierati come ricevitori o uomini di linea schierati come fullback o tight end in situazioni particolari.
Nelle partite di precampionato il sistema di numerazione può essere derogato in quanto i roster delle squadre sono talmente ampi che potrebbero far sì che siano esauriti i numeri relativi a una certa posizione, comunque con la riduzione dei roster al massimo di 53 giocatori previsti per la stagione regolare, i numeri devono essere riassegnati secondo le regole indicate.

## Stipendi e tetti salariali

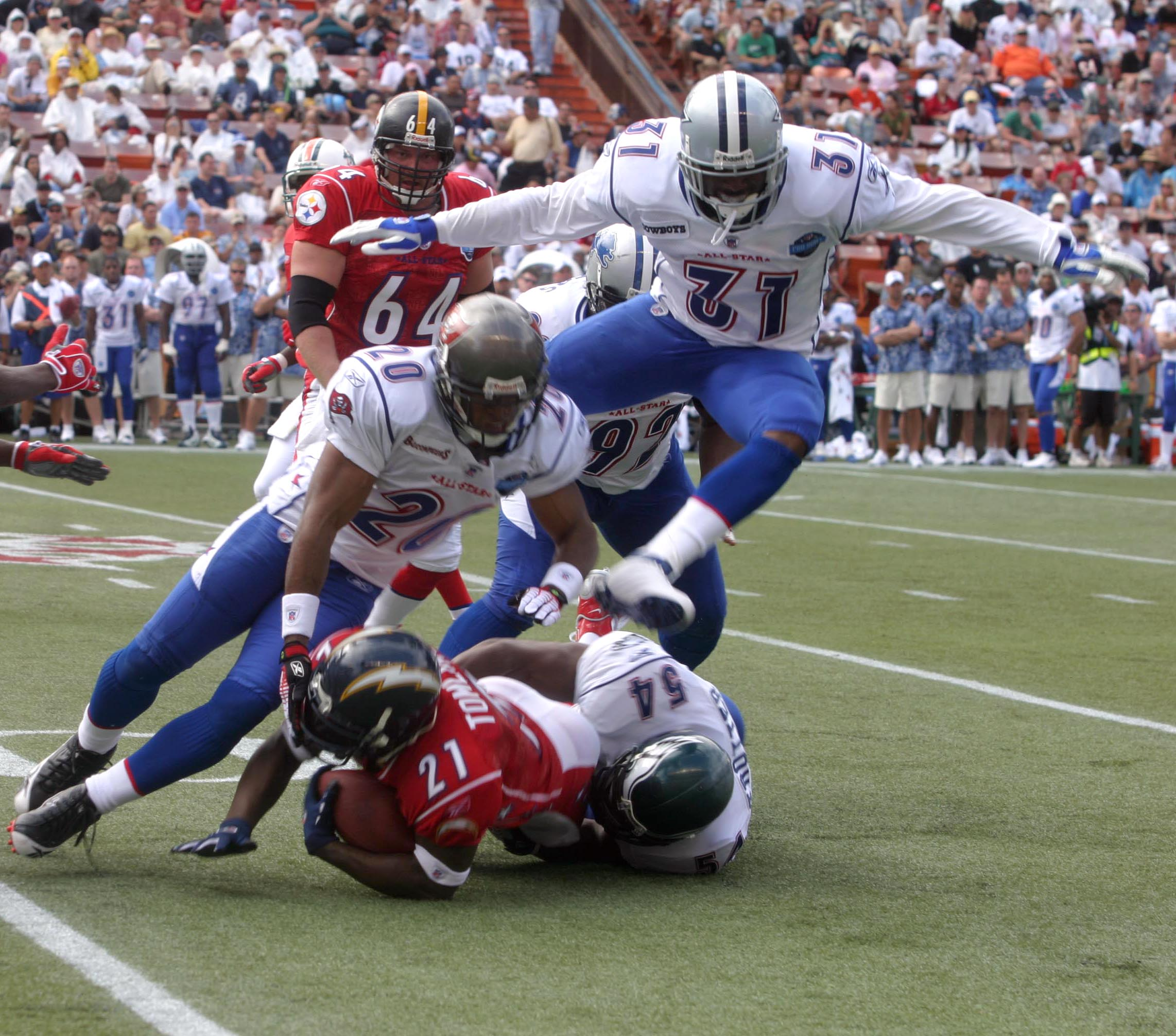
2006 Pro Bowl, Hawaii, 2006

Lo stipendio minimo per un giocatore dell'NFL è di 225 000 dollari al primo anno, e sale in base al numero di anni di carriera:
- 1º anno: 225000 $
- 2º anno: 300000 $
- 3º anno: 375000 $
- 4º anno: 450000 $
- dal 5º al 7º anno: 525000 $
- dall'8º al 10º anno: 650000 $
- oltre il 10º anno: 750000 $
- Queste cifre sono stabilite da un contratto tra l'NFL e il sindacato dei giocatori, la National Football League Players' Association. Ovviamente tali cifre vengono superate abbondantemente per i giocatori migliori.

L'impennata negli stipendi dei giocatori che si ebbe durante gli anni ottanta portò all'adozione del tetto salariale (salary cap), che viene determinato con una formula complicata che si basa sulle entrate ottenute da tutte le squadre dell'NFL nella stagione precedente. Per la stagione 2004, il tetto fu di circa 80 milioni di dollari, 5,5 milioni in più rispetto alla stagione 2003. Ogni anno il tetto salariale è aumentato, con incrementi che si sono attestati tra i dieci e i dodici milioni di dollari all'anno, arrivando nel 2020 a raggiungere quota 198,2 milioni di dollari. Nel 2021 c'è stato un decremento del salary cap dovuto alla crisi finanziaria causata dalla pandemia di Covid-19, col limite fissato a 182,5 milioni di dollari. Già dal 2022 però il salary cap è risalito a 208,2 milioni di dollari.
I sostenitori del tetto fanno notare che questo sistema impedisce a squadre ben finanziate, di grosse città, di spendere gigantesche quantità di denaro per assicurarsi i migliori giocatori in ogni ruolo e dominare quindi lo sport. Questo è, o è stato, un problema in alcuni altri sport. Un altro punto a sostegno è che con salari fuori controllo, sono alla fine gli spettatori che, pagando prezzi più alti per i biglietti, finiscono col pagare gli aumenti.
I critici del "salary cap" sostengono invece che il motivo principale per la sua introduzione è quello di massimizzare la profittabilità delle squadre e limitare il potere dei giocatori nel richiedere aumenti che sono meritati dal fatto che portano un maggior numero di spettatori allo stadio. Essi inoltre fanno notare che il "salary cap" in prospettiva potrebbe spingere i futuri atleti verso altri sport o altri Paesi dove non esiste questa limitazione sugli ingaggi.
A quest'ultima critica viene ribattuto dall'analisi delle possibili concorrenze tra federazioni straniere. In genere solo negli Stati Uniti e in Canada il basket, il baseball, l'hockey su ghiaccio e soprattutto il football americano, sono così popolari da portare grandi introiti alle squadre e garantire così gli stipendi che ricevono i giocatori. Nonostante il "salary cap", gli stipendi sono comunque molto più elevati di quanto sarebbero in una qualunque altra squadra al mondo.

## Politiche razziali
La lega ebbe pochi giocatori neri fino al 1933, l'anno seguente all'arrivo di George Preston Marshall. La politica di Marshall, non solo escluse i neri dalla sua squadra, i Washington Redskins, ma in qualche modo influenzò l'intera lega che escluse i neri fino al 1946, quando la pressione della rivale All-America Football Conference indusse l'NFL ad essere più aperta nei confronti degli atleti di colore. Un'altra teoria sostiene che nell'NFL, come in gran parte degli Stati Uniti durante la grande depressione, i neri venivano licenziati prima dei bianchi. Comunque, Marshall si rifiutò di mettere sotto contratto giocatori di colore fin quando venne minacciato di azioni legali in difesa dei diritti civili dall'amministrazione Kennedy nel 1962. Questa azione e la pressione delle leghe rivali, come la più aperta American Football League, riuscirono lentamente a ribaltare la composizione razziale all'interno dell'NFL.
Anche allora, nelle squadre di vecchio stampo, la porta rimase chiusa per i quarterback di colore durante gli anni settanta. Warren Moon, MVP al Rose Bowl del 1978, giocò per sei stagioni nella CFL, prima che le sue capacità venissero riconosciute e lo portassero agli Houston Oilers. Si dovette attendere fino al 1988 prima che un quarterback nero giocasse il Super Bowl, quando Doug Williams lo vinse per i Redskins (lo imiteranno Steve McNair dei Tennessee Titans perdenti nel 2001, Donovan McNabb dei Philadelphia Eagles sconfitti nel 2005, e Russell Wilson dei Seattle Seahawks, vittoriosi nel 2013 e sconfitti nel 2014).

## Salute dei giocatori
Le ripercussioni sulla salute a lungo termine del football sono state rese note dopo studi post-mortem effettuati dal dott. Bennet Omalu che hanno evidenziato la maggior parte dei giocatori che fossero stati esposti a commozioni cerebrali ripetute soffrissero della CTE (encefalopatia cronica derivante da traumi). Il trauma alla testa, ma anche il colpo di frusta, sono pericolosi non tanto per i rischi immediati di commozione cerebrale, ma per quelli a lungo termine come Alzheimer e demenza. Inoltre non ci sono esami o imaging che mostrino quando inizia il processo di degenerazione neurologica rendendo la malattia molto difficile da diagnosticare.
L'encefalopatia cronica derivante da traumi, detta anche CTE, è una patologia che causa perdita di memoria, depressione, istinti suicidi. Persino demenza.
La dottoressa McKee conferma la tesi dichiarando: "abbiamo trovato CTE in 90 dei 94 cervelli di ex giocatori di football esaminati, in 45 su 55 di ex giocatori di college e in 26 su 65 di giocatori di liceo".

## In televisione

### In USA

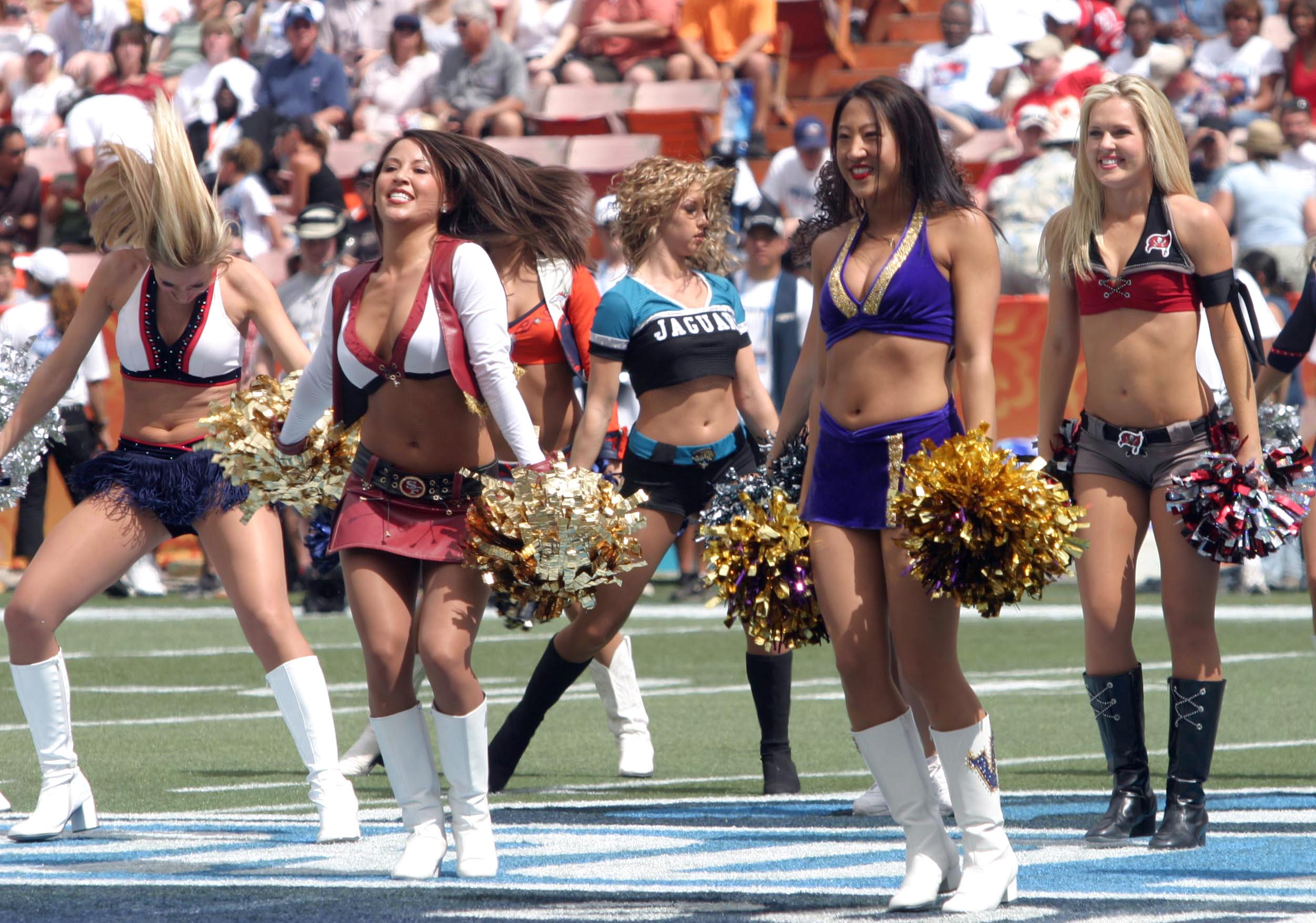
2006 Pro Bowl, Hawaii, cheerleader

I diritti televisivi per il football americano professionistico sono i più remunerativi e i più costosi tra tutti gli sport. In effetti fu la televisione che portò in primo piano il football professionistico nella moderna era tecnologica.
Sin dall'inizio dell'era televisiva la NBC fu la principale innovatrice nella copertura del football americano. Fu il primo grande network televisivo a trasmettere una gara dell'NFL, nel 1939, mandò in onda una partita tra Eagles e Brooklyn Dodgers. Nel 1950 i Los Angeles Rams e i Washington Redskins fecero vedere per televisione tutte le loro gare interne. La DuMont Network trasmise il campionato NFL del 1951 in tutti gli Stati Uniti. Nel 1955 la NBC divenne la "casa" televisiva delle partite di campionato. Una partita del 1958, giocata allo Yankee Stadium, andò ai tempi supplementari. Questo incontro venne visto in tutti gli USA ed è accreditato per aver fatto aumentare la popolarità del football professionistico alla fine degli anni cinquanta e all'inizio degli anni sessanta.
La CBS si aggiudicò la copertura della NFL a metà degli anni '60, mentre l'AFL venne coperta per la prima volta dalla ABC e successivamente dalla NBC. Sia la CBS che la NBC trasmisero il primo Super Bowl nel gennaio del 1967.
Nel 1970 la NFL iniziò a giocare delle partite il lunedì sera, nacque così una partnership tra NFL ed ABC, che produsse il Monday Night Football. Questo evento spinse oltre i limiti della copertura televisiva del football americano, col suo segmento sui momenti salienti delle partite durante l'intervallo, gli occasionali siparietti tra Howard Cosell e Don Meredith, e gli ospiti celebri come John Lennon e Bill Clinton.
Ognuno dei tre maggiori network televisivi americani ha i suoi talenti. Telecronisti come Cosell, Frank Gifford, e Al Michaels (della ABC); Pat Summerall e John Madden (della CBS); e Curt Gowdy, Dick Enberg, Marv Albert, Jim Simpson, e Jim Lampley (della NBC), hanno tutti un loro caratteristico stile di analisi degli incontri.
Il Super Bowl era un successo sicuro per il network che lo trasmetteva, assicurava la vittoria nella battaglia degli ascolti e faceva affluire nelle casse milioni e milioni di dollari in pubblicità.
La metà degli anni ottanta portò l'era della TV via cavo, e la ESPN divenne la prima a trasmettere incontri della NFL. Chris Berman contribuì a ridefinire lo stile dei programmi pre e post partita quando lanciò NFL Countdown e NFL Primetime, che da allora sono le trasmissioni che nel loro genere godono dei maggiori ascolti.
Per qualche anno, nel corso degli anni novanta, la Turner Network Television trasmise le partite della domenica sera per la prima metà della stagione, prima che la ESPN se li accaparrasse nel 1997.
Nel 1993 la CBS (che trasmetteva le partite della National Conference) perse i diritti in favore della Fox, che si prese anche i suoi principali telecronisti, Summerall e Madden, facendo suo lo stile della CBS.
Nel 1998, dopo quasi sei decenni, la NBC perse i suoi diritti sulla NFL in favore della CBS. Nonostante le annuali perdite, la CBS continua a mantenere la sua posizione di network principale per il football della NFL (con le partite dell'American Conference), la Fox continua a trasmettere gli incontri della National Conference, la ESPN trasmette le gare della domenica sera, e la ABC ha il suo Monday Night Football.
Nel 2003 la NFL ha lanciato il suo canale tematico, NFL Network. La NFL Films, che fornisce filmati delle partite è di proprietà della NFL.
Dal 2006 la NBC trasmette la partita della domenica sera (Sunday Night Football) mentre la partita del lunedì sera, il Monday Night Football è passata dalla ABC (che ha trasmesso per l'ultima volta il Superbowl nel 2006) alla sua consociata ESPN.
Il Superbowl è trasmesso secondo questa rotazione triennale: CBS, Fox, NBC.
Dal 2023, è entrato in vigore un nuovo contratto televisivo dalla durata di undici anni, che prevede una rotazione quadriennale tra CBS, Fox, NBC e ABC/ESPN

### In Italia
In Italia la prima apparizione del football avvenne in occasione del Super Bowl XV del gennaio 1981 tra Oakland Raiders e Philadelphia Eagles, trasmesso da Canale 5 in diretta e il giorno successivo in replica integrale di prima serata. Il commento fu affidato a Marco Lucchini, ma il programma di presentazione fu condotto dal celeberrimo Mike Bongiorno.
Durante l'estate 1981 si susseguirono alcuni programmi "speciali" propedeutici alla spiegazione del gioco ai telespettatori italiani, introducendo squadre sconosciute ai più come Dallas Cowboys, Pittsburgh Steelers, San Diego Chargers, Cleveland Browns.
In concomitanza della stagione 1981, Canale 5 trasmise alcuni segmenti tratti da "Nfl Week In Review" mostrando anche le classifiche aggiornate, il tutto commentato da un giovanissimo Guido Bagatta.
Lo stesso Bagatta, insieme a Rino Tommasi (che della redazione sportiva era capo-struttura e che avrebbe, in seguito, commentato solo Super Bowl), si recò a Detroit per commentare, sempre in diretta su Canale 5, il Super Bowl XVI del 1982 tra San Francisco 49ers e Cincinnati Bengals.
L'estate successiva trascorse con repliche delle principali partite dei playoffs 1981, commentate da un Bagatta sempre più a suo agio nel ruolo.
Durante la stagione regolare 1982 Canale 5 aveva previsto la trasmissione domenicale (in mattinata) di una sintesi di un'ora del Monday Night Football (a distanza di una settimana dal reale svolgimento). Lo sciopero sconvolse il progetto e la maggior parte dei Monday Nights non furono trasmessi che a stagione abbondantemente terminata, sostituiti da Bowl dei college.
Nel gennaio del 1983 la coppia Bagatta-Tommasi si recò a Pasadena, per commentare, ancora in diretta, il Super Bowl XVII vinto dai Washington Redskins sui Miami Dolphins.
Le sintesi domenicali proseguirono, con le partite principali dei playoff, commentate (in assenza di Bagatta) dall'eclettico Dan Peterson, cui furono anche affidati i "Week in Review", trasmessi in estate ma riguardanti la stagione precedente.
La stagione 1983 si aprì all'insegna di un palinsesto arricchito, oltre che dalle consuete sintesi domenicali di un'ora del MNF, da un nuovo programma sportivo del sabato pomeriggio, Record, che, commentato da Cesare Cadeo, dava ampio spazio all'Nfl con segmenti speciali volti a insegnare le regole, commenti e classifiche.
Sfortunatamente a un maggiore sforzo esercitato durante la stagione non corrispose un eguale successo alla sua conclusione: le dirette del Super Bowl di Canale 5 si interruppero infatti in quel gennaio del 1984, quando ragioni tecniche (o legali) impedirono al network privato la trasmissione contemporanea all'evento (si scelse di spostare la differita di Los Angeles Raiders-Washington Redskins -Super Bowl XVIII- in prima serata il lunedì successivo).
Per gli anni successivi il palinsento Nfl sulle reti Fininvest restò simile, con Bagatta ai microfoni per la sintesi infrasettimanale di una partita e trasmissioni degli aggiornamenti il fine settimana sui vari "contenitori sportivi".
Dalla stagione 1988 una nuova voce ai microfoni fu quella di Flavio Tranquillo, che, successivamente coadiuvato da Lino Benezzoli, avrebbe dato modo ai telespettatori di apprezzare il commento a due (cronista+tecnico) cui ormai ci siamo ampiamente abituati.
I Super Bowl erano però rimasti in differita, dando origine anche a una sorta di "curioso" interesse da parte di radio e telegiornali di marca RAI che, il lunedì mattina, non mancavano di informare sul risultato della partita giocata la notte precedente.
Fu solo col Super Bowl XXIII, trasmesso nel 1989 su Tele Capodistria (acquisita da Fininvest), che ripresero le dirette che da allora, su vari canali, si sono susseguite ininterrottamente.
Le principali partite di regular season, i play-off e il Super Bowl sono stati trasmessi dal 1991 da TELE+ col commento di Flavio Tranquillo (fino al 1999) quindi dal 2003 al 2008 su SKY Sport col commento di Paolo Leopizzi e Bebo Nori.
Dal settembre del 2009 ESPN America ha trasmesso tutta la NFL in lingua inglese in 41 paesi europei (compresa l'Italia attraverso la piattaforma satellitare Sky). L'8 settembre 2011 il contratto, che scadeva nel 2013, venne prolungato fino al 2021. La copertura in italiano della NFL è stata fornita da Rai Sport Più in esclusiva nella stagione 2008 e in quella 2009 assieme a Dahlia TV; quest'ultima nel 2010 ha offerto la copertura in italiano in diretta e in esclusiva sul digitale terrestre fino alla sua chiusura nel febbraio 2011, mentre in tale stagione fu LA7 a garantire la diretta del Super Bowl. Per la stagione 2011 e 2012 è Sportitalia a trasmettere le principali partite NFL con telecronaca in lingua italiana, affidata a Matteo Gandini.
Per la sola stagione 2013 il football NFL torna a essere trasmesso sulle reti Mediaset dopo 23 anni, e questa volta la copertura è non più relativa al solo Super Bowl ma a tutta la stagione agonistica. Il campionato viene trasmesso in chiaro su Italia 2 (canale 35 del digitale terrestre) e a commentarlo sono i giornalisti sportivi Gabriele Cattaneo e Federico Mastria che si alterneranno tra di loro in compagnia di Guido Bagatta. Il programma sportivo della NFL sulle reti Mediaset prevede la differita al sabato alle ore 16:34 della partita del Thursday Night (solamente per Baltimore Ravens @ Denver Broncos, match inaugurale della stagione), la diretta del miglior incontro della domenica alle 19:00 o alle 22:25 (ora italiana) e, a partire dalla seconda settimana del campionato, la differita del Monday Night il martedì alle ore 13:40. Infine il venerdì attorno alle ore 15:00 un magazine settimanale riassuntivo di tutte le partite, con interviste e statistiche della giornata conclusasi. Inoltre, grazie ad una partnership con Fox Sports Europe, il football NFL viene trasmessa con audio e commento in lingua originale sia nella stagione 2013 che in quella 2014 sia sui canali di Sky Sport che su FOX Sports..
Dalla stagione 2015 e fino al 2018 il football NFL torna sulle reti Mediaset, ma soltanto in pay-tv: sarà infatti Mediaset Premium a garantire la copertura di regular season, play-offs, Pro Bowl e Super Bowl in esclusiva per tre stagioni, tuttavia l'evento finale nel 2018 va in chiaro su Italia 1.
Dal 18 ottobre 2015 è possibile vedere l'NFL anche sui canali Sky grazie a Fox Sports; quest'ultima infatti trasmetterà fino a tre partite di regular season a settimana, tutti i playoff, il Pro Bowl e il Super Bowl con commento in lingua originale.
Dalla stagione 2019 i diritti per trasmettere il football NFL in Italia sono stati acquisiti dalla piattaforma DAZN, che trasmetterà quattro partite di regular season a settimana, il contenitore "Red Zone" coi collegamenti in contemporanea da tutti i campi, il segnale di NFL Network coi programmi di approfondimento, i playoff, il Pro Bowl e il Super Bowl con commento in italiano; quest'ultimo, assieme ad una partita programmata nel Thanksgiving day, dovrà essere sub-licenziato a una tv in chiaro.

## Presidenti e Commissari
- 1920-21: Jim Thorpe, Presidente
- 1921-39: Joseph Carr, Presidente
- 1939-41: Carl Storck, Presidente
- 1941-46: Elmer Layden, Commissario
- 1946-59: Bert Bell, Commissario
- 1959-60: Austin Gunsel, Presidente ad interim a seguito della morte di Bell
- 1960-89: Alvin "Pete" Rozelle, Commissario
- 1989-2006: Paul Tagliabue, Commissario
- Dal 2006: Roger Goodell, Commissario

## Sedi
- 1920-21: Canton (Ohio)
- 1921-41: Columbus (Ohio)
- 1941-46: Chicago (Illinois)
- 1946-60: Filadelfia (Pennsylvania)
- dal 1960: New York (New York)